# Голуб (сазвежђе)
Голуб је сазвежђе јужне хемисфере које је у 16. веку увео холандски астроном Петар Планције. Голуб се налази у близини ранијег сазвежђа Argo Navis (Арго, брод Аргонаута) које је данас подељено на Прамац, Крму и Једра, тако да може да представља голуба који је помогао Аргонаутима да прође кроз Босфор. Друга представа је библијска — голубица коју је Ноје послао да провери да ли је престао потоп, а она се вратила носећи маслинову гранчицу као знак да се вода повукла. Сам Планциус је сазвежђе првобитно назвао Columba Noae, Нојев голуб.

## Звезде
Најсјанија звезда овог сазвежђа је Алфа Голуба, названа још и Факт (од арапског Al-Fakhita, голубица), магнитуде 2,65. Представља двојну звезду, сјајнија компонента је суперџин спектралне класе B7IVe, са удаљеним и тамним пратиоцем. 
Бета Голуба (Wazn или Wezn, тег на арапском) је друга најсјајнија звезда Голуба, магнитуде 3,12. Овај џин К-типа се налази на око 86 светлосних година од Сунчевог система.
Ми Голуба је звезда која је највероватније избачена из система јоте Ориона при судару два бинарна система. Припада О спектралној класи, најређој на главном низу ХР дијаграма.

## Објекти дубоког неба
У сазвежђу Голуб се налази Сејфертова галаксија NGC 1808. 